# Бутон (острів)
Бутон, Бутунг (індонез. Pulau Buton; англ. Buton) — один з островів Великих Зондських островів (Малайський архіпелаг, Південно-Східна Азія), розташований на південний схід від Південно-Східного півострова острова Сулавесі, входить до складу Індонезії.

## Історія
У доколоніальну епоху острів, тоді зазвичай відомий як Бутунг, опинився в сфері впливу султанату Тернате. Особливо в XVI столітті Бутон служив важливим вторинним регіональним центром у складі Тернате, контролюючи регіональну торгівлю та збираючи данину, яку направляли до султанату.
Султан Мурхум, перший ісламський монарх на острові, відомий від імені головної гавані острова, гавані Мурхум, міста Баубау.

## Географія
Острів адміністративно належить до провінції Південно-Східне Сулавесі. З південного заходу омивається водами моря Флорес, а з північного сходу — Банда що у екваторіальних широтах. Основні прилеглі острови: Вавоні (на півночі, за 13 км), Сулавесі (на північний захід, за 7 км), Муна (на заході, відділений протокою Бутунг шириною до 11 км на півночі і яка звужується на півдні до 0,5 км), за ним на заході на відстані 57 км лежить острів Кабаєна. За 6 км, на південному заході розташований острів Сіумпу, за 54 км на південь — острів Батутас, а за 30 км на схід, лежить група островів Тукангбесі. Острів простягся з півночі — північного сходу на південь — південний захід на 155 км, при максимальній ширині до 55 км, довжина берегової лінії становить 603 км. Має площу — 4408 км² (19-те місце в Індонезії та 130-те у світі).
Острів гористий, з висотами переважно до 500—700 м, в північній частині до 800—1000 м. Найбільша висота (вершина без назви) — 1100 м (4°29′12.63″ пд. ш. 122°58′10.81″ сх. д. / 4.4868417° пд. ш. 122.9696694° сх. д.), за іншими даними — 1190 м. Більшість території покрита тропічним дощовим лісом і відомим своєю дикою природою. Це одне з двох місць розповсюдження аноа — диких азійських парнокопитних роду буйволів.

## Населення
Населення острова Бутон у 2010 році становило 447,408 осіб. Найбільше місто Бау-Бау з населенням 137 118 осіб (2010), розташоване на крайньому півдні.
Мови, якими говорять на Бутоні, відносяться воліо, чіа-чіа, різні діалекти муна, тукан бесі, кумбайвага, ласаліму, камару, панчана, бусоа, талокі, кулісусу та кіоко. Індонезійська мова та національні мови Індонезії, також широко використовуються, в тому числі для навчання у школах.

## Економіка
На острові є величезні запаси природного асфальту та деякі інші мінерали. Асфальт з Бутону можна використовувати як бітумні модифікатори, а також як замінник нафтового асфальту. Як результат, це зменшує на основі залежність від звичайних джерел викопних ресурсів.
Поширене тропічне землеробство з вирощуванням кави, саго, цукрової тростини, тютюну. Заготівля та вивезення деревини. Рибальство.

## Галерея

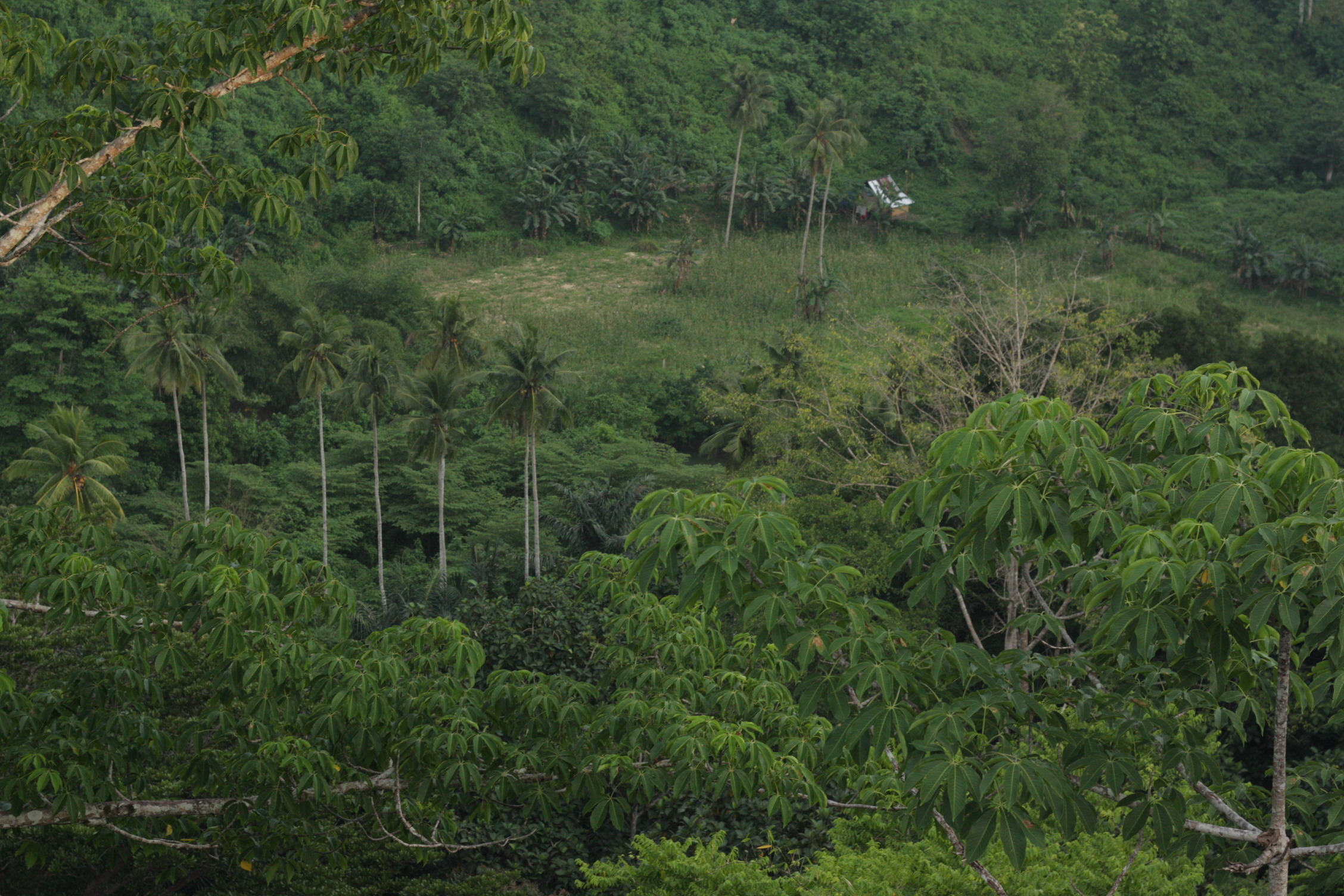
Острів Бутон
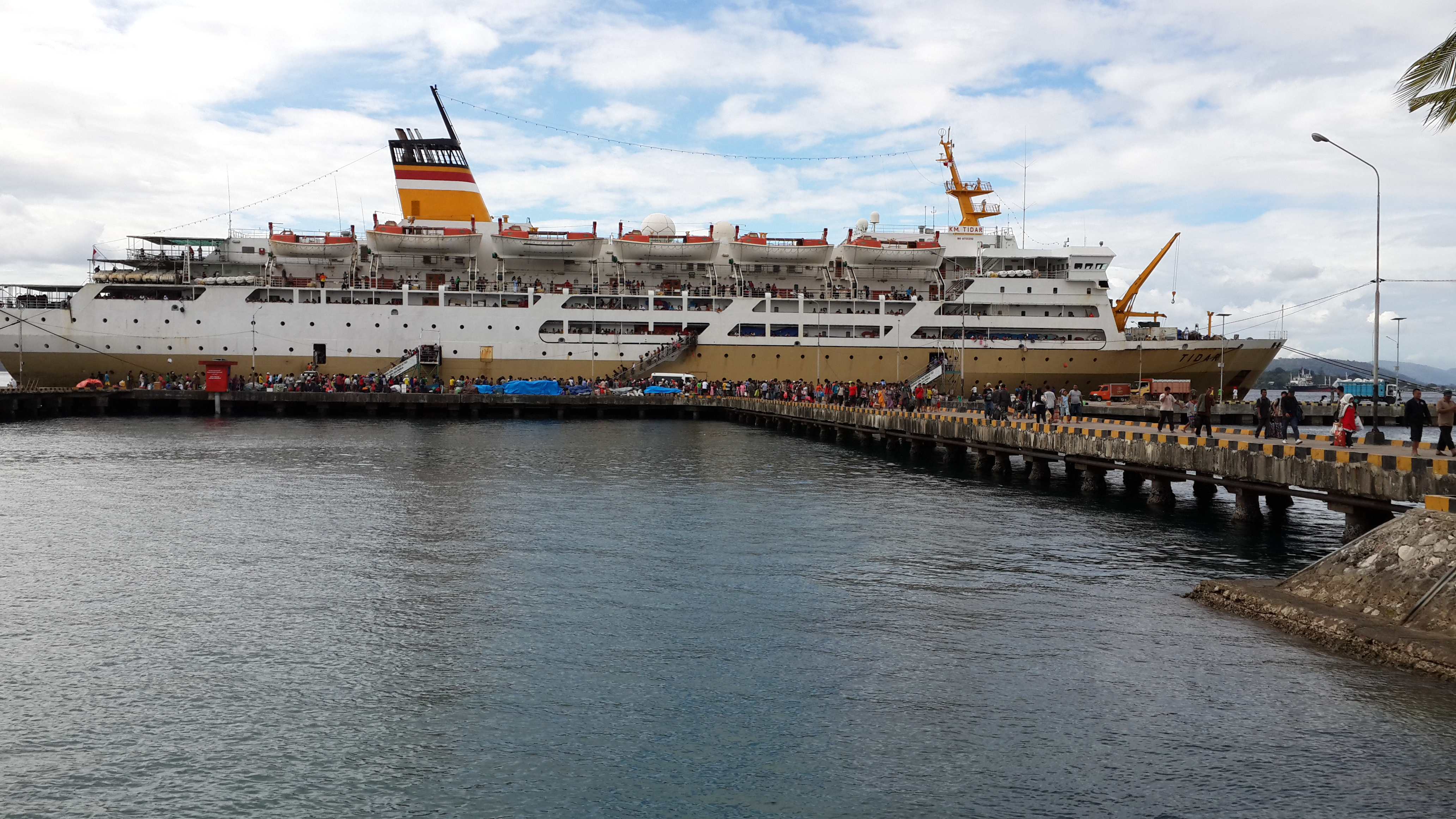
Порт міста Бау-Бау
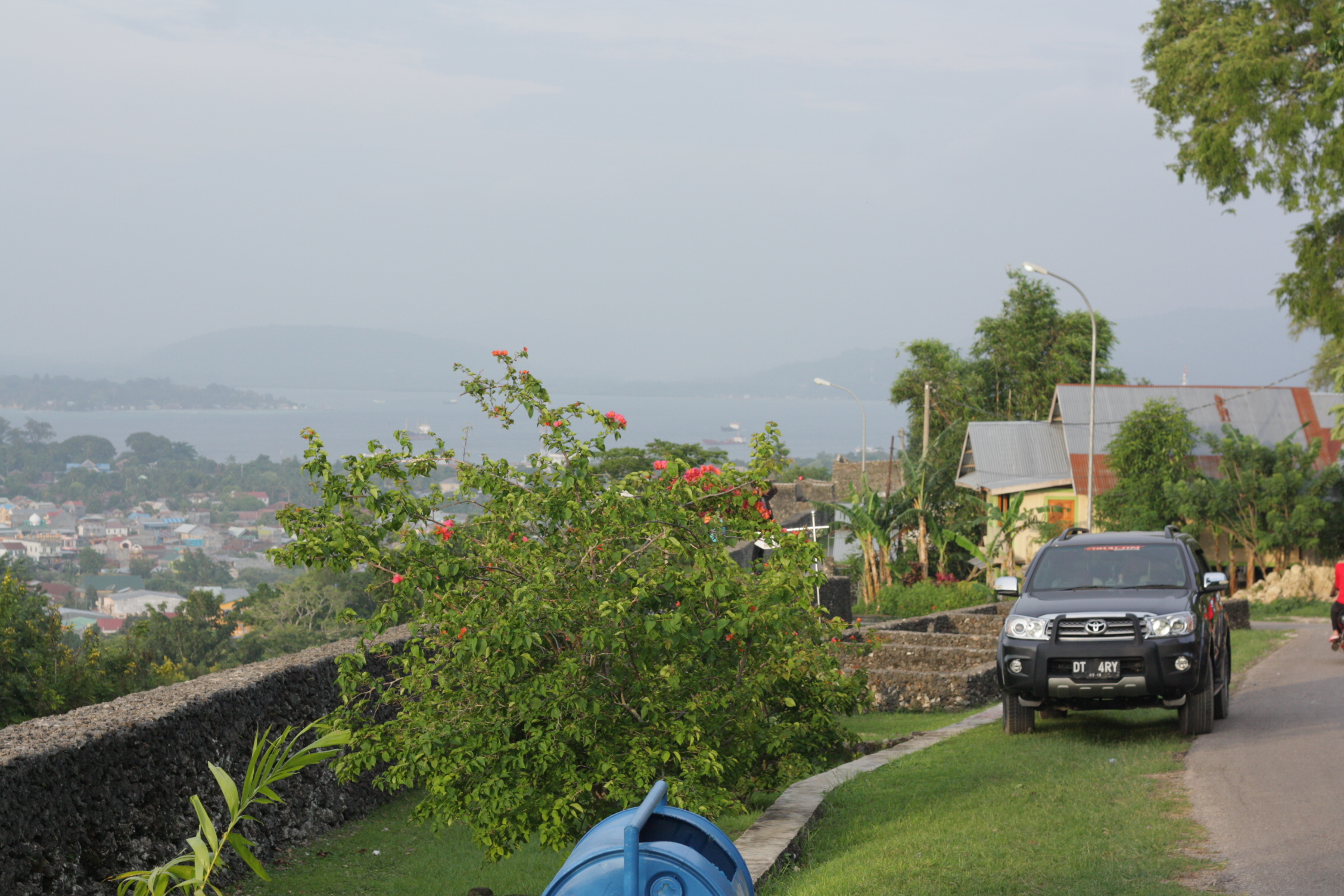
Місто Бау-Бау